# Mariakapel (Linne, Breeweg)

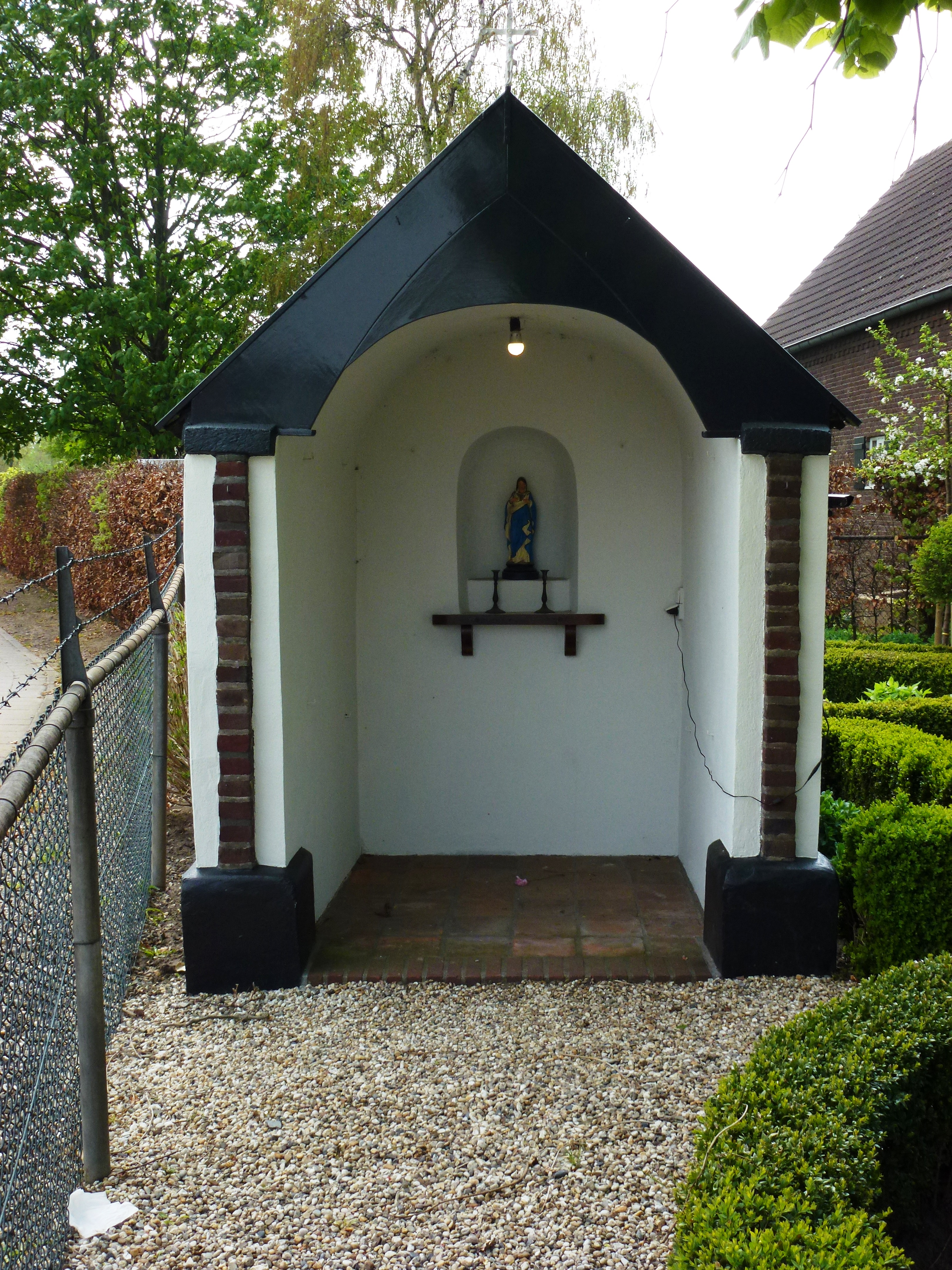
De Mariakapel

De Mariakapel is een kapel in het dorp Linne in de Nederlandse gemeente Maasgouw. De kapel staat aan de zuidoostrand van het dorp naast Breeweg 31 pal langs de Rijksweg.
Op ongeveer anderhalve kilometer naar het westen staat de Mariakapel aan de Maasbrachterweg en ongeveer 350 meter naar het noordwesten staat de Mariakapel aan de Nieuwe Markt.
De kapel is gewijd aan Maria, specifiek aan Onze-Lieve-Vrouw Koningin van het Huisgezin, en staat achter een lindeboom.
Het bouwwerk is een gemeentelijk monument.

## Geschiedenis
Rond 1600 werd er in het gebied tussen Linne en Sint Odiliënberg een kleine stenen kastkapel gebouwd.
Rond het midden van de 18e eeuw vond waarschijnlijk de afbraak plaats van de kapel om deze vervolgens op het terrein van de hoeve Breeweg weer op te bouwen.
In 1842 werd dwars over het terrein van de hoeve de Rijksweg tussen Roermond en Maastricht aangelegd die tussen de kapel en de hoeve kwam te liggen.
In de Tweede Wereldoorlog werd de kapel zwaar beschadigd en afgebroken. In 1949 werd de kapel herbouwd. Op 12 juni 1949 werd de kapel ingezegend.
In de jaren 1960 dreigde de kapel te worden afgebroken om ruimte te maken voor het verkeer. Dat plan ging niet door en de Breeweg werd afgesloten.
In 1987 werd de kapel gerestaureerd.

## Bouwwerk
De bakstenen kapel is opgetrokken op een rechthoekige plattegrond en wordt gedekt door een zadeldak met pannen. De kapel heeft geen vensters en is aan de voorzijde open met bovenop de top van de frontgevel een ijzeren wit geschilderd kruisje met hierop een corpus. In de frontgevel bevindt zich de rondboogvormige toegang van de kapel die voorzien is van een windveer. Links en rechts van de toegang is de kopkant van de zijgevels gestuukt en in het midden voorzien van een verticale strook rode bakstenen.
Van binnen is de kapel wit gestuukt. In de achterwand is een rondboogvormige nis aangebracht. In deze nis staat op een verhoging een beeldje van Maria.